# 耳下腺
耳下腺（じかせん、Parotid gland）は大唾液腺の一つ。

## 概要
耳下腺は最大の唾液腺であり、三角形を呈し外耳道の前下方にあり、下顎は下顎角に達する。後端は、胸鎖乳突筋及び茎状突起から出る諸筋に接し、その一部は深く下顎後窩に入り顎関節に接し、この部を深部という。
上縁は下顎枝および咬筋の外面で頬骨弓の下にある。前後径3〜3.5cm、上下径4〜5cm、厚さ2〜2.5cm、耳下腺管は長さ5〜6cmあり、この腺の前上部から出て頬骨弓の下約1cmの所をこれと平行に咬筋の外面に沿って前走し、その前縁で内方に曲がり頬筋および頬の粘膜を貫いて上顎の第2大臼歯の歯冠の高さで、その対岸にある耳下腺乳頭で口腔前庭に開口する。耳下腺管の上方に副耳下腺があることがあり、その導管は耳下腺管と合する。
顕微鏡解剖学的には、純漿液性であり、腺の形から言えば複合包状腺である。
小葉間結合組織により多数の小葉に分かれ、大きい導管以外は小葉内に含まれる。尚、耳下腺の間質には脂肪組織が多いのが特徴である。終末（分泌）部は漿液細胞よりなり、核は円くて細胞質は顆粒に富む為に暗く見える。
分泌物が多く溜まると細胞は大きくなりかつやや明るく見える。細胞間分泌細管があり、また細胞と基底膜との間には扁平な籠細胞（筋上皮細胞）がある。尚、腺細胞の外側半（核半分）はやや塩基好性に染まる。これは粗面小胞体の集積の為であり、蛋白質合成が盛んなことを示している。終末部は細長い介在導管（介在部、峡部）によって線条導管（線条部）に連なり、これが集まってやや太い導管となり耳下腺管となる。介在導管の壁は低い単層立方上皮で内腔が狭く、線条導管の壁はその基底膜に近く縦線（基底線条）のある単層円柱上皮で内腔はやや広い。導管は大きくなるにしたがい単層ないし二層円柱上皮で覆われ、内腔は次第に大きくなる。
顔面神経とその枝及び外頚動脈とその枝は耳下腺を通り抜ける。ただし顔面神経は耳下腺を支配しない。舌咽神経の枝が唾液の分泌をコントロールする。